# Zośka (gra)

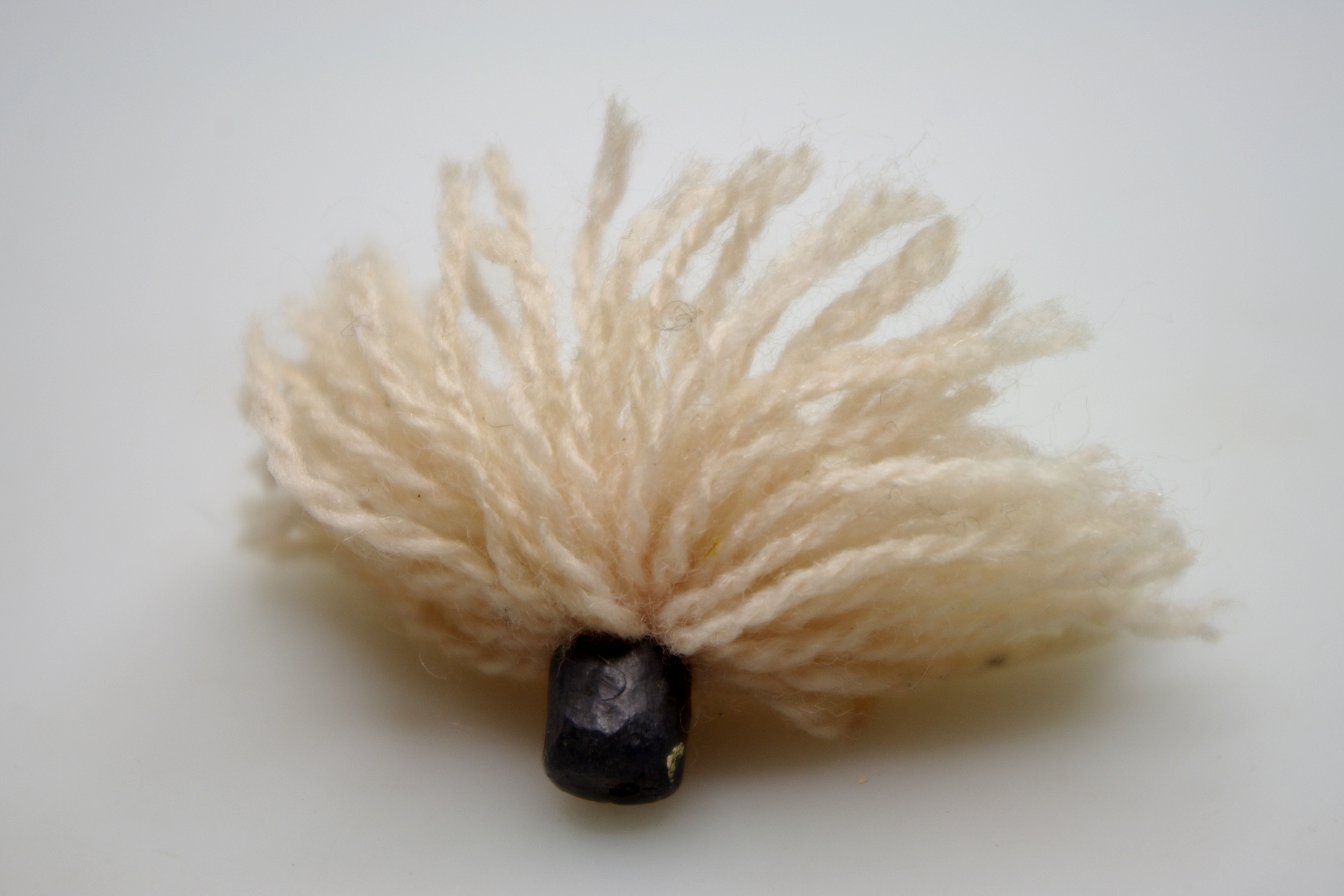
Jedna z wersji lotki do gry w zośkę

Zośka – gra zręcznościowa polegająca na podbijaniu nogami lotki wykonanej z pęczka kolorowej włóczki obciążonego ołowianym krążkiem.

## Lotka
Lotka do gry w zośkę ma formę dość gęstego pęczka kolorowej włóczki, o nitkach równej długości, przymocowanego do ołowianego krążka o grubości kilku i średnicy kilkunastu mm z 2 otworkami. Włóczka przymocowana jest miękkim drutem lub mocną nicią i rozprowadzana koliście.
Dawniej do wykonywania zośki wykorzystywano materiał ołowianych krążków służących wraz z odcinkami miękkiego drutu, zwanych potocznie plombami, do plombowania (zabezpieczania przed niekontrolowanym otwarciem) różnego rodzaju pojemników i pomieszczeń.

## Wersje gry
W Polsce grę znano przed II wojną światową. Grupa osób ustawiała się w kółku, a jedna z nich wewnętrznym bokiem stopy podbijała zośkę, dopóki nie upadła ona na ziemię. Wygrywał ten, komu udało się odbijać lotkę najdłużej, mistrzowsko – nawet kilkaset razy. Gra była popularna w tej postaci jeszcze w latach pięćdziesiątych i na początku lat sześćdziesiątych XX wieku.
W innej wersji gry zośkę podbijało się nogą tak, aby upadła w zakreślonym na ziemi kole o średnicy ok. 2,5 metra, bronionym przez przeciwnika. W grze brało udział od 2 do 5 graczy, każdy miał do obrony własne koło. Jeżeli do koła gracza zośka upadła ustaloną liczbę razy – na ogół 6 – gracz ten odpadał z dalszej gry, co trwało aż do wyeliminowania wszystkich graczy.
Jeszcze inny sposób gry to gra dwóch graczy na bramki odległe o ok. 10–20 metrów. Gracze na zmianę podbijając zośkę (minimum 10 razy) starali się zbliżyć do bramki przeciwnika i z jak najbliższej odległości kopnięciem z powietrza umieścić ją w bramce. Podczas takiej rundy zośka nie mogła upaść na ziemię. Grano do ustalonej liczby goli.

## Etymologianazwy i pochodzenie gry
Wbrew skojarzeniom osób spoza kręgów etymologicznych nazwa zośka nie pochodzi od imienia żeńskiego Zośka (< Zosia < Zofia). Nazwa ta została bowiem przeniesiona (zapewne razem z samą grą) z dialektów polskich na Kresach, a w dialektach tych była zapożyczeniem z dialektów rosyjskich, gdzie wyraz ten brzmi do dzisiaj: zoska (z akcentem na pierwszej sylabie) i nadal oznacza tę samą grę, co w Polsce. W dialektach rosyjskich jest on z kolei adaptacją morfologiczną (dodanie słowiańskiego sufiksu -ka) do wyrazu kałmuckiego zōs 'drobna chińska moneta z nawierconym prostokątnym otworem pośrodku’ (to przez ten otwór przewlekano włóczkę). Tak więc cały rozwój można by podsumować następująco:
(1) kałm. zōs – nazwa monety → (2) ros. zos+ka – nazwa gry → (3) pol. zośka – nazwa gry. Jak widać, na etapie (1) → (2) nastąpiła zmiana fonetyczna [oddanie kałmuckiej samogłoski długiej -ō- przez rosyjskie -o- krótkie akcentowane], morfologiczna [dodanie -ka] i semantyczna [moneta → gra grana tą monetą], na etapie (2) → (3) tylko zmiana fonetyczna [s > ś, przypuszczalnie pod wpływem błędnego etymologicznie skojarzenia z imieniem Zośka].

## Literatura
- Anikin A. E.: Ètimologičeskij slovar’ russkich dialektov Sibiri. Zaimstvovanija iz ural’skich, altajskich i paleoaziatskich jazykov, Moskva.
- Jodłowska M.: O dwóch wyrazach polskich pochodzenia ałtajskiego i ich odpowiednikach wschodniosłowiańskich. – Komorowska, E. / Kozicka-Borysowska, Ż. (ed.): Świat Słowian w języku i kulturze IV: Językoznawstwo, Szczecin 2003: 111-114.
- Stachowski M.: Uwagi o zapożyczeniach ałtajskich w języku prasłowiańskim i kwestie pokrewne. – Siemieniec-Gołaś E. / Pomorska M. (ed.): Turks and non-Turks. Studies on the history of linguistic and cultural contacts (= Studia Turcologica Cracviensia 10 [2005]): 437-454.
- Stachowski M.: Jak się ma jasiek do Jaśka, a zośka do Zośki? – LV 6/2 (2011): 103-110.